# Gimnastică la Jocurile Olimpice de vară din 2024 - Inele
Proba masculină de gimnastică inele de la Jocurile Olimpice de vară din 2024 a avut loc în perioada 27 iulie-4 august 2024 la Palatul Sporturilor din Paris-Bercy din Paris, Franța.

## Program
Orele sunt ora Franței (UTC+1)
| Data                    | Oră   | Etapă      |
| ----------------------- | ----- | ---------- |
| Sâmbătă, 27 iulie 2024  | 11:00 | Calificări |
| Duminică, 4 august 2024 | 15:00 | Finala     |

## Rezultate

### Calificări
Rezultate calificări.
| Loc | Gimnast                      | Dificultate | Execuție | Penalizare | Total  | Rezultat  |
| --- | ---------------------------- | ----------- | -------- | ---------- | ------ | --------- |
| 1   | Zou Jingyuan (CHN)           | 6,4         | 8,900    |            | 15,300 | C         |
| 2   | Liu Yang (CHN)               | 6,4         | 8,833    |            | 15,233 | C         |
| 3   | Samir Aït Saïd (FRA)         | 6,1         | 8,866    |            | 14,966 | C         |
| 4   | Glen Cuyle (BEL)             | 6,3         | 8,600    |            | 14,900 | C         |
| 5   | Adem Asil (TUR)              | 6,4         | 8,466    |            | 14,866 | C         |
| 6   | Eleftherios Petrounias (GRE) | 6,3         | 8,500    |            | 14,800 | C         |
| 7   | Vahagn Davtyan (ARM)         | 6,0         | 8,733    |            | 14,733 | C         |
| 8   | Harry Hepworth (GBR)         | 6,1         | 8,600    |            | 14,700 | C         |
| 9   | Zhang Boheng (CHN)           | 6,0         | 8,666    |            | 14,666 | –         |
| 10  | Asher Hong (USA)             | 6,0         | 8,633    |            | 14,633 | Rezerva 1 |
| 11  | İbrahim Çolak (TUR)          | 5,9         | 8,633    |            | 14,533 | Rezerva 2 |
| 12  | Tanigawa Wataru (JPN)        | 6,0         | 8,466    |            | 14,466 | Rezerva 3 |

Rezerve
Rezervele pentru finala la sol:
1. Asher Hong (USA)
2. İbrahim Çolak (TUR)
3. Tanigawa Wataru (JPN)

Doar doi gimnaști din fiecare țară au putut avansa în finala probei. Prin urmare,  Zhang Boheng (CHN) a fost exclus ca rezervă, cu excepția cazului în care un alt gimnast chinez ar fi renunțat.

### Finala
Rezultate finală.
| Loc | Gimnast                      | Dificultate | Execuție | Penalizare | Total  |
| --- | ---------------------------- | ----------- | -------- | ---------- | ------ |
| 1   | Liu Yang (CHN)               | 6,4         | 8,900    |            | 15,300 |
| 2   | Zou Jingyuan (CHN)           | 6,4         | 8,833    |            | 15,233 |
| 3   | Eleftherios Petrounias (GRE) | 6,3         | 8,800    |            | 15,100 |
| 4   | Samir Aït Saïd (FRA)         | 6,1         | 8,900    |            | 15,000 |
| 5   | Adem Asil (TUR)              | 6,4         | 8,566    |            | 14,966 |
| 6   | Vahagn Davtyan (ARM)         | 6,0         | 8,866    |            | 14,866 |
| 7   | Harry Hepworth (GBR)         | 6,1         | 8,700    |            | 14,800 |
| 8   | Glen Cuyle (BEL)             | 6,3         | 7,533    |            | 13,833 |